# Nindokai
Nindokai é um sistema de defesa pessoal baseado nas artes marciais japonesas, assim como nas artes marciais de outros países. Foi fundado e estabelecido pelo Dr. Gerhard Schönberger em 1990 na Alemanha. Este sistema difunde-se rapidamente, sobretudo em círculos policiais, mas também em empresas de segurança, já que se encontra continuamente adaptado às necessidades do século XXI.
O nindokai ensina a forma como se termina um combate ou como se evita um ataque presente de maneira bem simples, rápida e eficaz com o menor risco possível para si próprio.
A palavra nindokai é constituída por três sílabas japonesas (kanji[漢字]): Nin=coração perseverante; Do= caminho; e Kai=escola, literalmente "escola em que se ensina o caminho do coração perserverante".

## Conceitos e técnicas
Não é uma arte marcial nem no sentido moderno (desporto) nem no sentido tradicional, mas sim um sistema metódico de defesa pessoal. Os desportos marciais, tais como o judo, baseiam-se, na sua maior parte, no interesse pela competição e, por isso, ficam fortemente limitados pelas regras com o objectivo de não ferir o oponente (o adversário) com as técnicas usadas. A maioria das artes marciais dedica-se a memorizar técnicas tradicionais das épocas do samurai que naturalmente não podem ser adaptadas hoje em dia. Esta crítica fundamental encontra-se igualmente no conceito do jet kune do fundado por Bruce Lee.
As raízes do nindokai estão nas artes marciais do Japão; daí procedem na sua origem muitas técnicas básicas (posturas, rolos, quedas, desvios), assim como maneiras durante o treino (respeito, cortesia, etiqueta formal). Outras influências vêm do combate em ambientes confinados (close quarters battle ou CBQ) das forças armadas, ju-jutsu, aiquidô, ou são do âmbito da protecção pessoal. Não são só treinadas técnicas sem armas (tai jutsu japonês), mas também o combate com e contra armas, em face da realidade que num combate real é habitual manusear algum tipo de arma.
Começando com um treino básico, o estudante pode, com o tempo, tornar-se eficaz no uso instintivo e consequente dos métodos e dos princípios instruídos. Desta forma, cada aluno pratica um sistema óptimo de defesa pessoal, à medida do seu nível de poder e das suas necessidades.